# Xenophrys auralensis
Xenophrys auralensis е вид жаба от семейство Megophryidae.

## Разпространение
Видът е разпространен в Камбоджа.